# Миллер, Лукас Милтиадис
Лукас Милтиадис Миллер (англ. Lucas Miltiades Miller; 15 сентября 1824 — 4 декабря 1902) — американский юрист и политик, член Палаты представителей от штата Висконсин (1891—1893). Первый американский конгрессмен греческого происхождения.

## Биография
Лукас Миллер родился в греческом городе Левадия, в 1824 году, в самый разгар кровавой Освободительной войны греков (1821—1829).
Он осиротел в возрасте 4 лет, и был усыновлён Джонатаном Миллером, американским филэллином, который служил в повстанческой греческой армии в звании полковника.
Он был вывезен своим приёмным отцом по его возвращении в Соединённые Штаты Америки в начале 1828 года, и обосновался в Монтпилиере, Вермонта.
Учился в школе, затем изучал право и был принят в коллегию адвокатов в 1845 году.
Он начал юридическую практику в Ошкоше Висконсина в 1846 году, и в то же время открыл торговое предприятие с Эдвардом Истманом (Edward Eastman).
Он также занялся сельскохозяйственным бизнесом и служил в звании полковника милиции в Американо-мексиканской войне (1846—1848).
Он был номинирован в Сенат штата Висконсин в 1849 году, в качестве кандидата от «Союза Демократической Партии» (но вскоре присоединился к Партии свободной земли.
Он служил в качестве члена Ассамблеи штата Висконсин в 1853 году и был комиссаром Совета общественных работ Висконсина.
Он служил десять лет в качестве председателя Совета контроллёров округа Winnebago.
Миллер был избран от демократической партии на 53-й конгресс (4 марта 1891 — 3 марта 1893), но не сумел обеспечить повторную номинацию в 1892 году.
Он умер в Ошкоше Висконсина 4 декабря 1902 года.
Во время своей службы в Конгрессе, Миллер предложил конституционную поправку изменить название страны на «Соединённые Штаты Земли».